# Эритрозухиды
Эритрозухиды, или эритрозухии (лат. Erythrosuchidae), — семейство вымерших пресмыкающихся из группы Archosauriformes, живших в триасовом периоде (251,3—237 млн лет назад). Примитивные хищники, возможно — потомки протерозухид.

## Описание
Крупные и гигантские (до 6 метров длиной) хищники с огромной головой (длина черепа может превышать 1 метр). Череп высокий, с двумя преорбитальными окнами, заднее больше переднего. Преорбитальные окна разделены отростком максиллы. Орбита очень высокая, направлена вбок. Предчелюстные кости обычно загнуты вниз, нависая над нижней челюстью. Сохраняется маленькое пинеальное отверстие. Есть небольшое нижнечелюстное окно. Хоаны слегка смещены назад — начальная стадия формирования вторичного нёба. Есть нёбные зубы. Челюстные зубы очень крупные, ножевидные, разного размера. Есть диастема между зубами премаксиллы и максиллы. Тело массивное, высокое. Шейные позвонки очень мощные. Лопатка высокая, коракоиды небольшие. Конечности короткие, массивные, со слабо окостеневшими эпифизами. Таз широкий, лобковые кости сильно загнуты вниз. Постановка конечностей частично парасагиттальная (то есть частично выпрямленная). Пяточный сустав метотарзальный. Стопа и кисть почти симметричные. Четвертый палец длиннее третьего или равен ему. Хвост не очень длинный. Есть изолированные округлые остеодермы на спине.
Ранее часто описывались как полуводные хищники, охотившиеся из засады на крупных позвоночных. Исследования содержания изотопов кислорода в окаменелостях и гистологии костей (показавшие очень высокие и непрерывные темпы роста, сравнимые с таковыми у самых быстрорастущих динозавров) дали убедительные доказательства в пользу того, что эритрозухии были теплокровными животными, способными на длительные периоды наземной активности. Они также часто населяли биотопы, достаточно удаленные от источников воды. Известны из Южной Африки, Европы, Китая, Северной и, возможно, Южной Америки.

## Классификация

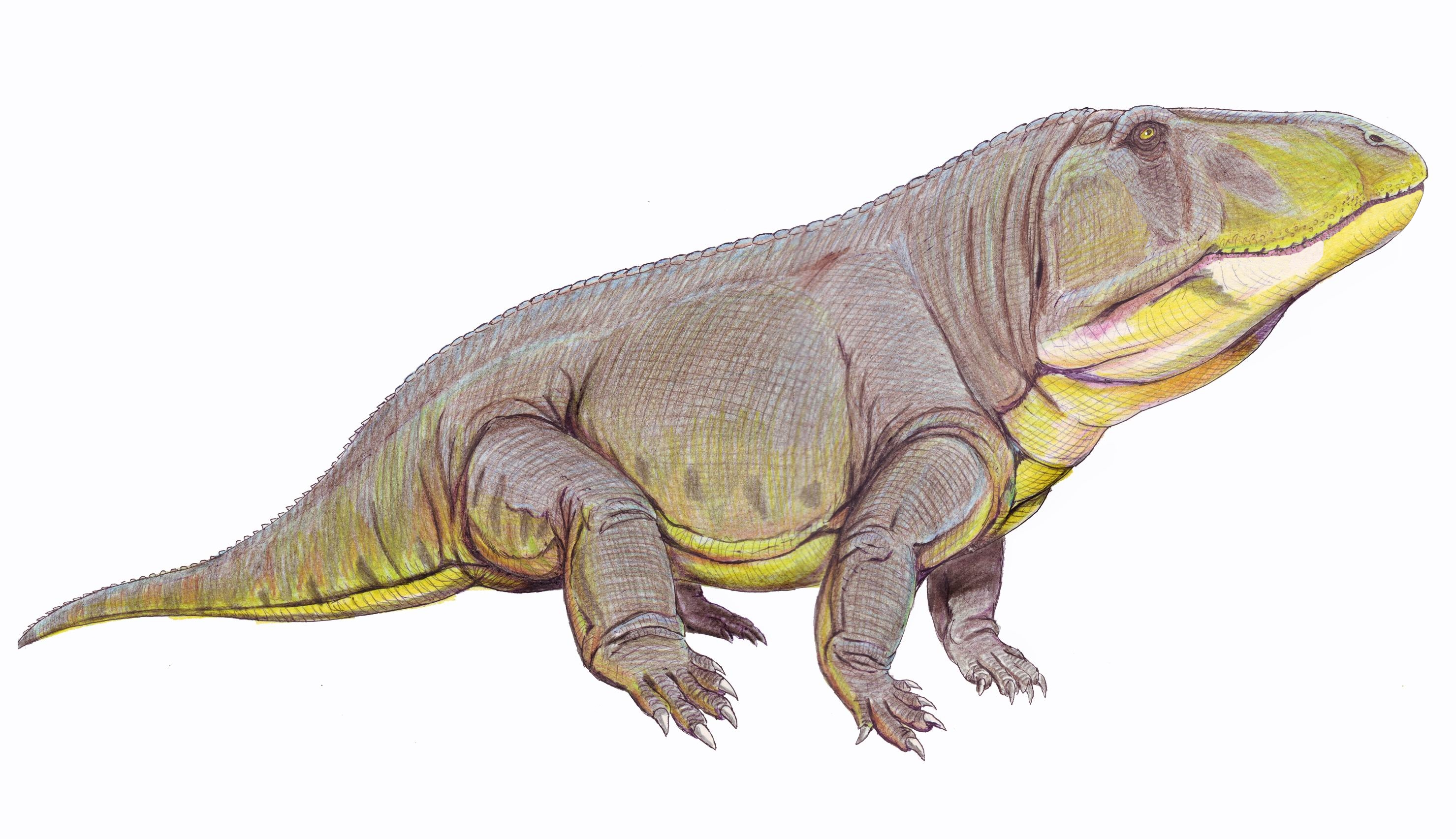
Erythrosuchus africanus

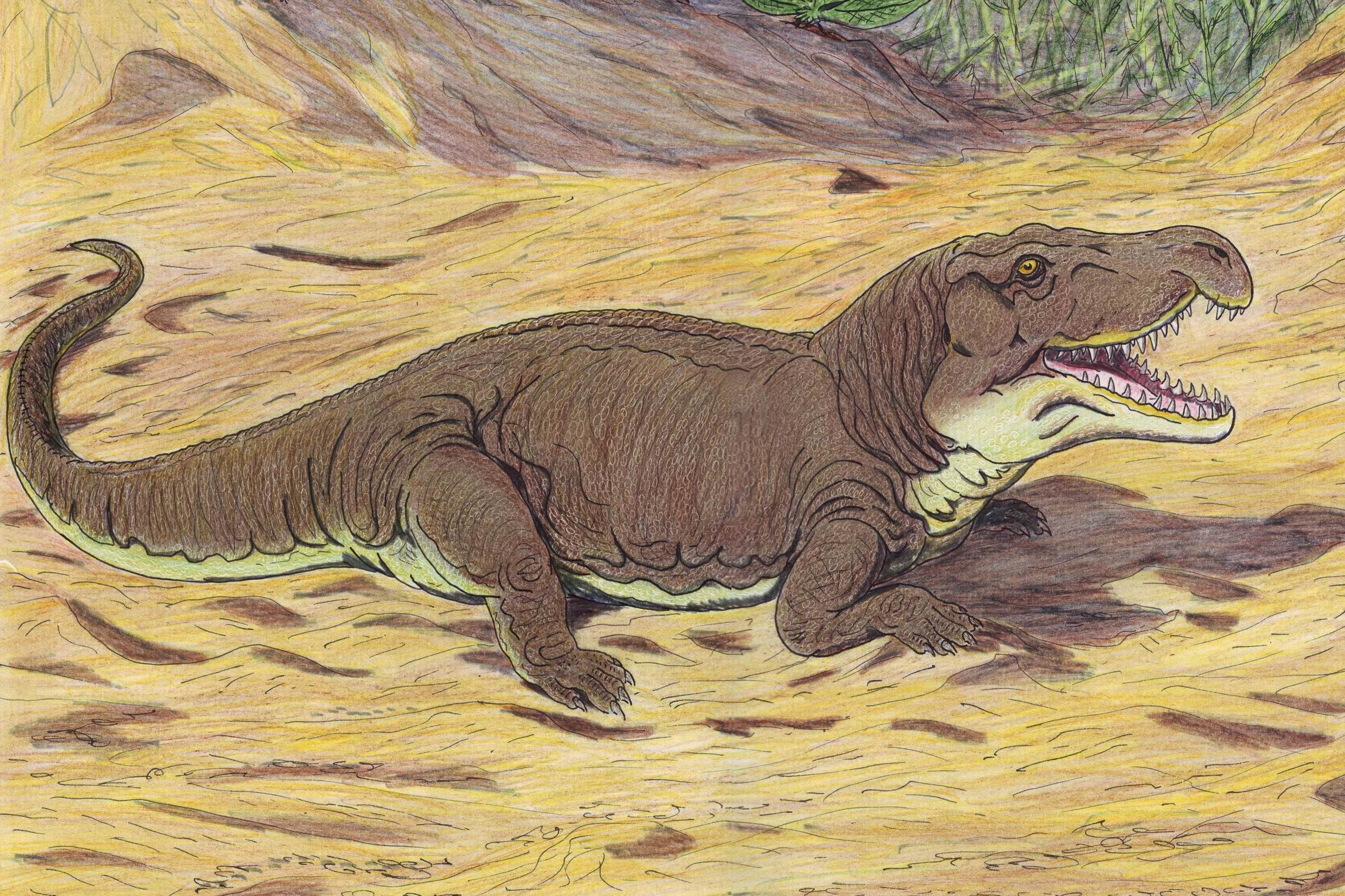
Garjainia prima

По данным сайта Paleobiology Database, на сентябрь 2019 года в семейство включают 7 вымерших родов:
- Род Chalishevia Otschev, 1980 — Чалышевии
  - Chalishevia cothurnata Otschev, 1980 — Чалышевия
- Род Erythrosuchus Broom, 1905typus
  - Erythrosuchus africanus Broom, 1905
- Род Garjainia Otschev, 1958 — Гаряинии
  - Garjainia madiba Gower et al., 2014
  - Garjainia prima Otschev, 1958 — Гаряиния
- Род Guchengosuchus Peng, 1991
  - Guchengosuchus shiguaiensis Peng, 1991
- Род Shansisuchus Young, 1964
  - Shansisuchus kuyeheensis Cheng, 1980
  - Shansisuchus shansisuchus Young, 1964
- Род Uralosaurus Sennikov, 1995
  - Uralosaurus magnus (Otschev, 1980) — Уралозавр
- Род Vjushkovia Huene, 1960

### Отдельные представители
- Guchengosuchus найден в нижнем триасе (оленёк) Китая, род близок к гаряиниям[8].

Остатки крупного эритрозухида были найдены в среднем триасе Нью-Мексико. Есть указания на находку в верхах нижнего триаса Южной Африки эритрозухида, близкого к гаряиниям.